# Équipe d'Éthiopie de football
Vous lisez un « bon article » labellisé en 2013.
Cet article traite de l'équipe masculine. Pour l'équipe féminine, voir Équipe d'Éthiopie féminine de football.
Maillots
Actualités
L'équipe d'Éthiopie de football, surnommée les Walya (du nom du Walya ibex, le bouquetin d'Abyssinie) est constituée par une sélection des meilleurs joueurs éthiopiens sous l'égide de la fédération d'Éthiopie de football et représente le pays lors des compétitions régionales, continentales et internationales depuis sa création en 1947. Les Antilopes Walya, comme on les appelle dans le pays, disputent leurs rencontres à domicile au stade d'Addis-Abeba, situé dans la capitale éthiopienne, Addis-Abeba. Les Éthiopiens ont achevé l'année 2016 au 112e rang mondial selon le classement FIFA. L'équipe est entraînée de novembre 2011 à janvier 2013 par l’Éthiopien Sewnet Bishaw. Sous sa direction, la sélection nationale s'est qualifiée pour la phase finale de la Coupe d'Afrique des nations de football 2013, une compétition dont elle était absente depuis trente-et-un ans.
C'est l'une des trois équipes (avec le Soudan et l'Égypte) à prendre part à l'édition inaugurale de la Coupe d'Afrique des nations en 1957. L'Éthiopie a remporté l'édition 1962, disputée à domicile mais n'a plus eu de résultats probants dans la compétition depuis la fin des années 1960.

## Histoire

### Genèse de la sélection nationale et premières participations à la CAN (1950-1959)
Après la fin de la Seconde Guerre mondiale et le départ des troupes italiennes du pays, l'équipe nationale éthiopienne voit le jour à l'occasion de sa première rencontre le 5 décembre 1947 en battant une sélection de la Somalie française sur le score de cinq buts à zéro. La fédération se développe en même temps, sa structure étant directement inspirée de celle du plus ancien et meilleur club éthiopien du moment, le Saint-George SA, fondé quinze ans plus tôt. Ainsi, la très grande majorité des joueurs appelés en sélection évolue à Saint-George et l'entraîneur de ce club fait souvent office de sélectionneur. Le choix des joueurs appelés se fait grâce à un comité de sélection, présidé par Ydnekatchew Tessema, qui est instauré dès 1950. Cet organe va exister jusqu'en 1976 et établir pour chaque match ou grande compétition la liste des joueurs appelés à porter le maillot de l'équipe nationale.
Au début des années 1950, l'Éthiopie affronte, lors de matchs non officiels, des équipes étrangères, dont des clubs. Elle rencontre ainsi les Suédois de l'IFK Norrköping (première formation étrangère à venir jouer en Éthiopie) en 1950 ou le club grec de Panionios en 1952, avant de partir faire une tournée en Europe. Toujours en 1952, la fédération éthiopienne de football (EFF) s'affilie à la FIFA. L'année suivante, l'Éthiopie incorpore l'ancienne colonie italienne d'Érythrée, l'intégrant totalement dans sa structure footballistique : les clubs érythréens sont autorisés à prendre part au championnat national et les joueurs originaires d'Érythrée deviennent sélectionnables en équipe d'Éthiopie.
En 1956, sous l'impulsion de son capitaine, Ydnekatchew Tessema, devenu dans le même temps dirigeant de la fédération et fervent défenseur de l'Olympisme, la fédération inscrit son équipe aux éliminatoires du tournoi des Jeux olympiques de Melbourne. Le tirage au sort attribue comme adversaires l'équipe d'Égypte, lors d'un affrontement en matchs aller-retour disputé en juillet 1956, le vainqueur de ce duel se qualifiant directement pour les Jeux. Le match aller constitue la première rencontre officielle des deux formations, et ce sont les Égyptiens qui décrochent leur billet, à la suite de deux larges succès (4-1 à Addis-Abeba, 5-1 au Caire).
L'édition inaugurale de la Coupe d'Afrique des nations de football est organisée du 10 au 16 février 1957 à Khartoum au Soudan. La sélection éthiopienne est invitée à y participer, en compagnie des sélections soudanaise, égyptienne et sud-africaine, regroupant ainsi les quatre nations fondatrices de la confédération africaine de football, qui voit le jour quelques mois plus tôt. Le premier match des Walyas dans cette nouvelle compétition les oppose en demi-finale aux Sud-Africains tandis que l'autre demi-finale voit s'affronter Égyptiens et Soudanais. Cependant, l'Éthiopie va obtenir une qualification automatique pour la finale, à la suite de l'exclusion de la délégation sud-africaine, en raison de sa politique d'apartheid (la fédération sud-africaine souhaitait aligner une équipe composée entièrement soit de Blancs ou soit de Noirs mais refusait d'engager une équipe mixte). Cette décision va provoquer des sanctions sans appel de la part des autres membres de la CAF, qui mettent au ban du football africain la sélection ainsi que les clubs d'Afrique du Sud. En finale, l'Éthiopie retrouve l'Égypte et s'incline à nouveau, comme lors des éliminatoires des Jeux olympiques, par quatre buts à zéro à la suite d'un quadruplé de Mohamed Ad-Diba.
Lors de l'édition suivante, disputée en République arabe unie en mai 1959, l'Éthiopie retrouve les deux autres sélections des pays fondateurs. Cette fois-ci, c'est sous forme de poules que se dispute la compétition. Les hommes du sélectionneur tchécoslovaque Jiri Starosta s'inclinent lourdement lors de la première rencontre face à la République arabe unie sur le score de quatre buts à zéro. Le deuxième match est également perdu contre les Soudanais par un but à zéro. Les Éthiopiens terminent à la 3e et dernière place, sans avoir réussi à marquer un seul but.

### Une autre dimension sportive (1961-1962)
L'année 1961 marque un tournant dans l'histoire de la sélection éthiopienne. Pour la première fois, l'équipe est engagée dans les éliminatoires de la Coupe du monde. Lors de ces qualifications, le tirage au sort place les Éthiopiens dans le groupe 7 de la zone Europe, qui compte quatre autres équipes : trois d'Europe (l'Italie, la Roumanie et Chypre) et une du Proche-Orient, l'Israël, à l'époque affiliée à la Confédération asiatique. L'équipe du sélectionneur yougoslave Slavko Milošević entre en lice au deuxième tour face aux Israéliens, vainqueur de Chypre au tour précédent, lors d'un duel en deux matchs, disputés en mars 1961 en Israël. La première rencontre, jouée au stade Ramat Gan de Tel Aviv les voit s'incliner sur le plus petit des scores, à la suite d'un but de Yehoshua Glazer. La deuxième rencontre, au stade national d'Haïfa, tourne une nouvelle fois à l'avantage des Israéliens, vainqueurs trois buts à deux, après que les Éthiopiens sont parvenus à revenir deux fois au score (buts de Metaferia et Luciano Vassalo). Ce deuxième revers est synonyme d'élimination pour la Coupe du monde de football 1962 disputée au Chili.
Gila-Michael Tekle-Mariam - Kiflom Araya, Asmelash Berhe, Awad Mohammed - Tesfaye Gebremmedhin, Luciano Vassalo, Behre Goitom - Girma Tekle, Mengistu Worku, Italo Vassalo, Getachew Wolde
Prévue initialement en 1960 mais reportée au mois de janvier 1962 (à la suite du coup d'État manqué contre l'empereur Hailé Sélassié en décembre 1960 mais aussi pour permettre la rénovation du stade d'Addis-Abeba), l'Éthiopie accueille la troisième édition de la Coupe d'Afrique des nations. Cette édition est la première comportant des éliminatoires, dans lesquelles les Éthiopiens sont également engagés car le report de la compétition a entraîné une incertitude quant à son organisation effective à Addis-Abeba. Alors que l'Éthiopie obtient sa qualification face au Kenya, le comité directeur de la CAF prend finalement la décision de lui attribuer l'organisation de la CAN 1962, permettant ainsi sa qualification automatique et le repêchage des Kényans pour la suite des éliminatoires.
À Addis-Abeba, les Antilopes Walyas comptent sur le soutien de leur public pour tenter de détrôner la République arabe unie, sacrée lors des deux précédentes éditions. Après avoir battu la sélection tunisienne (qui participe là à sa première Coupe d'Afrique) sur le score de quatre buts à deux en demi-finale, l'Éthiopie remporte la compétition grâce à une victoire en finale, à nouveau face à la République arabe unie, après les prolongations. Mengistu Worku et l'Égyptien Abdel Fattah Badawi marquent chacun trois buts, mais c'est Worku qui reçoit le titre de meilleur buteur. C'est à ce jour le plus grand exploit réalisé par la sélection éthiopienne, emmenée par son capitaine Luciano Vassalo et entraînée par Ydnekatchew Tessema ainsi que le Yougoslave Slavko Milošević. Les Éthiopiens prennent ainsi leur revanche sur les Pharaons, après plusieurs revers douloureux en compétitions officielles.
Durant l'automne 1962, l'équipe nationale effectue une tournée en Europe où plusieurs sélections sont désireuses d'affronter le champion d'Afrique. Plusieurs matchs, dont certains ne sont pas reconnus par la FIFA dans les bilans officiels, sont ainsi organisés entre septembre et décembre 1962. Les hommes de Milošević rencontrent ainsi les équipes de Yougoslavie (récente demi-finaliste de la Coupe du monde au Chili), de Turquie, de Roumanie B, de France B ou d'Israël, pour une revanche des éliminatoires de l'année précédente. Cette tournée européenne est suivie d'une deuxième série de rencontres amicales, cette fois disputées au stade d'Addis-Abeba et destinées à préparer les Éthiopiens à défendre leur titre continental lors de la prochaine Coupe d'Afrique des nations. Les Walyas affrontent ainsi à nouveau la Turquie, puis la Tanzanie et une fois encore l'équipe B de Roumanie, à chaque fois lors de doubles confrontations espacées de quelques jours.
| Date              | Lieu        | Match                  | Score |
| ----------------- | ----------- | ---------------------- | ----- |
| 19 septembre 1962 | Belgrade    | Yougoslavie - Éthiopie | 5-2   |
| 22 septembre 1962 | Bucarest    | Roumanie B - Éthiopie  | 5-4   |
| 30 septembre 1962 | Paris       | France B - Éthiopie    | 4-0   |
| 7 octobre 1962    | Tel Aviv    | Israël - Éthiopie      | 3-0   |
| 10 octobre 1962   | Ankara      | Turquie - Éthiopie     | 3-0   |
| 14 octobre 1962   | Ankara      | Turquie - Éthiopie     | 4-2   |
| 18 octobre 1962   | Athènes     | Grèce - Éthiopie       | 3-2   |
| 16 décembre 1962  | Addis-Abeba | Éthiopie - Turquie     | 0-0   |
| 18 décembre 1962  | Addis-Abeba | Éthiopie - Turquie     | 1-2   |
| 1963              | Addis-Abeba | Éthiopie - Tanzanie    | 2-0   |
| 1963              | Addis-Abeba | Éthiopie - Tanzanie    | 4-0   |
| 1963              | Addis-Abeba | Éthiopie - Roumanie B  | 2-1   |
| 1963              | Addis-Abeba | Éthiopie - Roumanie B  | 2-4   |

Le bilan de cette double tournée est plutôt décevant avec trois victoires (toutes à domicile, deux contre les Tanzaniens et une face à l'équipe B de Roumanie), un match nul (à Addis-Abeba face à la Turquie) et neuf défaites.

### Sur la lancée du titre continental (1963-1969)
En 1963, lors de l'édition suivante de la CAN, qualifiée d'office en tant que tenante du titre, l'équipe éthiopienne termine à la quatrième place, après avoir perdu 3-0 le match de classement face à l'équipe de République arabe unie. La CAN 1965 est une désillusion pour les Walya, étant éliminés dès le premier tour et terminant derniers de leur poule derrière la Tunisie et le Sénégal avec aucune victoire, un seul but marqué (par Luciano Vassalo face au Sénégal) et surtout neuf encaissés en deux rencontres. La même année, la deuxième campagne de qualification pour la Coupe du monde de l'histoire de la sélection, pour celle de 1966 en Angleterre, tourne court. Comme pour l'ensemble des nations africaines engagées, l'Éthiopie (à l'origine opposée au Gabon) décide de se retirer, pour protester contre la décision de la FIFA de n'attribuer qu'une seule place en phase finale pour l'ensemble des équipes d'Afrique, d'Asie et d'Océanie,.
En janvier 1968, l'Éthiopie accueille pour la deuxième fois la Coupe d'Afrique des nations. Après avoir terminé à la première place de son groupe lors du premier tour (à la suite de trois succès face à la Côte d'Ivoire, l'Algérie et l'Ouganda), les Walya s'inclinent en demi-finale face à la sélection du Congo-Kinshasa (2-3 après prolongations) puis perdent le match de classement pour la troisième place face aux Ivoiriens. L'année suivante, l'Éthiopie démarre la campagne de qualification pour le Mondial mexicain en éliminant la Libye (défaite 2-0 à Tripoli puis succès 5-1 au stade d'Addis-Abeba). Au tour suivant, c'est le voisin soudanais qui est sur la route des hommes de Luciano Vassalo, nommé entraîneur principal depuis quelques semaines. Après un match nul accroché en Éthiopie (1-1), ce sont finalement les Faucons de Jediane qui accèdent au tour final grâce à une victoire 3-1 à Khartoum. En fin d'année 1969, l'autre mission du sélectionneur Vassalo est de qualifier les Walyas pour la CAN 1970, organisée au Soudan. Exemptés de premier tour lors du tirage au sort, les Éthiopiens affrontent au second tour la Tanzanie, victorieuse du Kenya au tour précédent. Les deux sélections ne se sont jusqu'alors jamais rencontrées. Vassalo remplit le contrat imposé par ses dirigeants[réf. nécessaire] en remportant les deux rencontres, aisément à Addis-Abeba sur le score de sept buts à zéro (la plus large victoire de l'histoire de la sélection en compétition officielle), confirmée deux semaines plus tard à Dar es Salaam (2-1). Cette qualification pour la CAN permet à l'Éthiopie de prendre part à sa septième Coupe d'Afrique des nations consécutive. Elle est d'ailleurs la seule sélection à avoir participé à toutes les éditions depuis la création de l'épreuve en 1957.

### Le déclin sportif (1970-1982)
En janvier 1970, la phase finale de la CAN 1970 va virer au cauchemar avec trois défaites en trois matchs, notamment face au pays hôte, le Soudan (3-0) et surtout face à la Côte d'Ivoire sur le score de 6 buts à 1. Seul Mengistu Worku surnage au sein de l'équipe éthiopienne, puisque c'est lui qui marque les trois buts de sa formation durant le tournoi. Le déclin se confirme deux ans plus tard puisque pour la première fois de son histoire, la sélection rate la qualification pour le tournoi final de la CAN 1972, organisé au Cameroun, à la suite de son élimination par l'équipe du Kenya (deux défaites 0-1 et 0-2). En fin d'année 1972, les Walyas démarrent la campagne qualificative pour le mondial allemand avec une confrontation face à la Tanzanie. La qualification se joue lors d'un match d'appui gagné 3-0 après deux matchs nuls, 1-1 en Tanzanie puis 0-0 à Addis-Abeba. Au tour suivant, les Éthiopiens sont éliminés par la Zambie, future participante du tournoi allemand (0-0 en Éthiopie puis défaite 4-2 à Lusaka).
L'année suivante, c'est un nouvel échec pour les Éthiopiens dans les éliminatoires de la CAN 1974, organisée en Égypte puisqu'en septembre 1973, ils sont éliminés par la Tanzanie. Emmenés par l'Allemand Peter Schnittger, ils remportent le match aller disputé à domicile 2 buts à 1 mais s'inclinent deux semaines plus tard en Tanzanie sur le score de 3 à 0.
En mars 1976, pour la troisième fois, l'Éthiopie est le pays hôte de la Coupe d'Afrique des nations. Malgré le soutien de tout un peuple, les locaux ne terminent qu'à la 3e place de leur poule, derrière la Guinée et l'Égypte. En fin d'année, elle démarre les éliminatoires pour la Coupe du monde 1978, prévue en Argentine. Opposés à l'Égypte, les Éthiopiens sont balayés par les Pharaons, emmenés par leur redoutable buteur Mahmoud Al-Khatib, auteur des cinq buts de son équipe lors des deux rencontres, gagnées par les Égyptiens 3-0 et 2-1.
En 1977, la fédération éthiopienne adhère à la CECAFA (Council for East and Central Africa Football Associations), une des sous-confédérations de la CAF qui regroupe les sélections nationales d'Afrique de l'Est. La sélection ne participe cependant pas à la compétition entre équipes nationales de la sous-confédération avant 1983. Quelques mois plus tard, lors des éliminatoires de la CAN 1978, la sélection éthiopienne bat lors du premier tour l'équipe de l'île Maurice (3-2, 1-0) mais voit sa campagne qualificative s'arrêter au tour suivant face à l'Ouganda. En septembre 1979, les Éthiopiens sont éliminés de la course pour la CAN nigériane, battus dès leur entrée en lice au premier tour par la Libye (défaite 2-1 à Tripoli puis match nul à Addis-Abeba 1-1).
Les dirigeants de la fédération engagent, en 1980, l'ancien attaquant de la sélection Mengistu Worku, avec pour missions de tenter de qualifier les Walyas pour le Mundial espagnol mais aussi pour la phase finale de la CAN 1982 en Libye. Worku manque le premier objectif, la Coupe du monde : opposés à l'équipe de Zambie lors du premier tour, les Éthiopiens arrachent le nul 0-0 à domicile avant de s'effondrer à Ndola 4-0. En revanche, le technicien parvient enfin à qualifier à nouveau l'Éthiopie pour une phase finale de la CAN après quatre échecs consécutifs en éliminatoires, grâce à une qualification acquise par deux fois à l'issue de l'épreuve des tirs au but : au premier tour face au Rwanda (1-0, 0-1) puis au second tour face à la Guinée (2-2, 1-1). La phase finale tourne court, avec une dernière place en poule, derrière l'Algérie, la Zambie et le Nigeria, sans remporter de match ni même marquer de but. C'est le début d'une longue période de mauvais résultats sportifs qui va durer presque vingt ans.

### La traversée du désert (1983-2000)
Lors des éliminatoires de la CAN 1984, l'Éthiopie élimine d'abord l'île Maurice au premier tour après la séance des tirs au but puis chute au deuxième tour face au Togo (victoire 2-1 à Addis-Abeba puis défaite 3-0 à Lomé). La sélection éthiopienne déclare forfait pour l'édition 1986 puis abandonne les éliminatoires de la CAN 1988 à l'issue du match aller face à la Tanzanie malgré un succès à domicile 4 buts à 2.
La campagne de la CAN 1990 tourne court puisque les Walya doivent affronter la sélection égyptienne au premier tour et se font sèchement éliminer par les Pharaons avec notamment une défaite 6-1 au match retour. Deux ans plus tard, pour la qualification pour la Coupe d'Afrique 1992, les Éthiopiens terminent derniers du groupe 2 à la suite du forfait de la sélection en cours de compétition. En effet, le 24 novembre 1990, après une défaite à domicile 2-0 face à la Tunisie, la fédération décide de limoger l'ensemble de l'encadrement technique et retire l'équipe nationale de toute compétition pendant 18 mois, jusqu'en mai 1992. À l'issue de cet arrêt volontaire, l'Éthiopie connaît, lors d'un tournoi amical en Jordanie, la plus large défaite de son histoire en s'inclinant 13-0 face à la sélection irakienne suivie de deux autres défaites (3-2 face au club algérien de l'ES Sétif puis 3-0 contre le Congo).
Pour leur retour en éliminatoires de la CAN (pour l'édition 1994), les Éthiopiens terminent 3e de la poule de qualification, derrière le Nigeria et l'Ouganda. La spirale négative se poursuit puisque lors des deux phases de qualification suivantes (CAN 1996 et 1998), ils finissent à la dernière place de leur poule des éliminatoires. En 2000, l'Éthiopie choisit même de déclarer forfait pour des raisons diplomatiques à la suite du tirage au sort qui lui a désigné comme adversaire l'équipe d'Érythrée, les deux pays ayant des relations tendues depuis l'indépendance de ce dernier vis-à-vis de l'Éthiopie.
Les campagnes de qualification pour la Coupe du monde voient aussi la sélection éthiopienne vivre échecs et désillusions. Que ce soit en 1986 (élimination face au Kenya 2-1, 3-3), en 1990 et 1998 où les Walya ne s'inscrivent même pas aux éliminatoires ou en 1994 (3e de la poule derrière le Maroc et la Tunisie), jamais les Éthiopiens ne paraissent en mesure de s'inviter au tournoi mondial.
Paradoxalement, durant cette période sombre au niveau sportif, la sélection éthiopienne va conquérir un deuxième trophée, en remportant la Coupe CECAFA des nations 1987. Après une première participation en 1983 (terminée sans aucune victoire en phase de poules), le pays accueille la 14e édition de la compétition sur son sol. Après avoir terminé à la deuxième place lors de la première phase (derrière la sélection de Zanzibar mais devant le Kenya et la Tanzanie), l'Éthiopie bat facilement l'Ouganda 3 buts à 0 et s'impose en finale après la séance de tirs au but face au Zimbabwe, alors tenant du titre. L'année suivante, les Antilopes Walya finissent à la 3e place de leur poule de premier tour, derrière la Zambie, future finaliste, et le Zimbabwe. Ils ne participent pas à la compétition entre 1989 et 1991 et en 1992, c'est à nouveau un échec avec une 4e place en phase de poules. Trois ans plus tard, en 1995, l'équipe éthiopienne atteint le dernier carré de la compétition (battue après la séance des tirs au but par la sélection de Zanzibar) pour la première fois depuis 1987 et à nouveau les quarts de finale de l'édition 1999 (battue par l'équipe B du Rwanda).

### Des hauts et des bas (2000-2008)
En avril 2000, opposée au Burkina Faso, la sélection éthiopienne doit prématurément quitter la campagne qualificative pour la Coupe du monde 2002 (2-1 à domicile au match aller, défaite 3-0 au Burkina Faso). L'Éthiopie manque sa qualification pour la CAN 2002, battue lors d'un duel en matchs aller-retour par la Zambie (victoire 1-0 à Addis-Abeba puis défaite 2-0 à Lusaka). Deux ans plus tard, pour l'édition 2004 en Tunisie, les Walya finissent 3e de leur poule, derrière la Guinée et le Niger, laissant échapper leur billet pour la phase finale à l'issue d'une défaite trois buts à zéro à Conakry lors de la dernière journée. En 2005, le premier tour des qualifications pour la CAN et la Coupe du monde est commun, et les Éthiopiens sont éliminés par la sélection du Malawi, avec notamment une défaite 3-1 à domicile lors du match aller. Lors des éliminatoires de la CAN 2008, l'Éthiopie finit dernière de sa poule de qualification, derrière la Namibie, la République démocratique du Congo et la Libye.
Au niveau régional, les résultats sont beaucoup plus reluisants. En effet, l'Éthiopie va remporter à trois reprises la Coupe CECAFA des nations en l'espace de quatre ans. En 2001 au Rwanda, sous la direction d'Asrat Haile, les Éthiopiens s'imposent face au Kenya (2-1). Trois ans plus tard, pour l'édition organisée sur leur sol, ils battent en finale la sélection du Burundi 3 à 0 et récidivent l'année suivante en soulevant une fois encore le trophée après avoir étalé leur puissance offensive tout au long du tournoi (17 buts inscrits en 6 rencontres). Seule la finale reste serrée avec une victoire un but à zéro face au Rwanda.
La principale cause des résultats médiocres de la sélection éthiopienne est l'instabilité chronique sur le banc de touche. Entre 2000 et 2008, les Walya changent onze fois de sélectionneur, dont certains ne vont faire que des passages très rapides, soit pour assurer un intérim, soit en quittant leur poste à peine quelques mois après leur nomination. Ainsi par exemple Asrat Haile a occupé trois fois le poste d'entraîneur principal, remportant tout de même deux coupes CECAFA des nations (en 2001 et 2004). C'est l'arrivée d'Abraham Teklehaimanot, en janvier 2008, qui va permettre de stabiliser l'équipe puisque le technicien va rester près de deux ans à son poste.

### Suspension internationale et instabilités (2008-2011)
En juillet 2008, une Commission d'Urgence de la FIFA décide de suspendre la fédération éthiopienne (EFF) qui n'a pas respecté la feuille de route convenue en février 2008 par la Fédération internationale, la CAF et la fédération éthiopienne, afin de normaliser la fédération, feuille de route établie à la suite du renvoi du président de la fédération Ashebir Woldegiorgis par les autorités gouvernementales pour le remplacer par leur candidat, Ahmed Yasin. Un des points principaux de cette feuille de route est l'instauration d'une assemblée générale extraordinaire afin de régler la question de ce renvoi. De plus, les hauts postes de l'EFF doivent être cédés aux dirigeants reconnus de la fédération. La suspension de la fédération démarre le 29 juillet 2008, le jour même où la fédération est informée de la décision de la FIFA. L'équipe nationale doit elle aussi subir la sanction internationale et est exclue des éliminatoires de la CAN 2010 après quatre rencontres disputées (2 victoires et 2 défaites). Elle déclare également forfait pour l'édition 2008 de la Coupe CECAFA. Les Walya sont de plus contraints de se retirer des éliminatoires de la Coupe du monde 2010, qui sont communs à ceux de la CAN 2010, avant que la FIFA ne prononce la suspension de la fédération, et le 12 septembre 2008, l'ensemble des résultats de la sélection est annulé.
En juillet 2009, un vote lors de l'assemblée générale extraordinaire permet d'élire un nouveau collège de dirigeants pour la fédération, sous l'égide de la FIFA, qui avait mis ce vote comme condition sine qua none de la levée de la suspension lors de son Comité Exécutif en mai 2009. La fédération internationale, satisfaite de l'organisation de cette assemblée générale et de la tenue des élections, décide donc de lever l'ensemble des sanctions envers l'Éthiopie.
Pour son retour en compétition officielle, lors de la Coupe CECAFA 2009, les hommes d'Abraham Teklehaimanot finissent 3e de leur poule, avec une victoire aisée 5-0 face à Djibouti et deux défaites contre la Zambie et le Kenya. Lors de l'édition suivante, les Walya atteignent pour la première fois depuis 2005 le dernier carré de la compétition.
En avril 2011, la fédération décide de limoger le sélectionneur, l'Écossais Ifem Onuora, seulement neuf mois après son intronisation, à la suite de la défaite 4-0 des Walya face au Nigeria lors des éliminatoires de la CAN 2012 à Abuja. Onuora n'a dirigé la sélection que durant onze rencontres pour un bilan de quatre victoires, un match nul et six défaites.
Le mois suivant, l'EFF nomme l'ancien sélectionneur du Zimbabwe et de la Namibie, le Belge Tom Saintfiet au poste d'entraîneur de l'équipe nationale. Néanmoins, Saintfiet quitte son poste au bout de cinq mois, invoquant des promesses non tenues par les dirigeants fédéraux lors de son entrée en fonction. L'Éthiopie a disputé quatre rencontres sous ses ordres, dont un match nul 2-2 face au Nigeria, ce qui empêche notamment les Super Eagles de se qualifier pour le tournoi continental en Guinée équatoriale et au Gabon.

### Une phase finale de CAN en trompe-l'œil (2011-)
Sous la houlette de son nouveau sélectionneur, l'Éthiopien Sewnet Bishaw (déjà à la tête des Antilopes entre 2005 et 2006), l'équipe nationale se qualifie pour la phase de groupes des éliminatoires de la Coupe du monde 2014 après avoir éliminé leurs voisins somaliens (0-0 à l'aller à Djibouti et victoire 5-0 au stade d'Addis-Abeba). Elle se retrouve au sein du groupe A en compagnie des équipes d'Afrique du Sud, du Botswana et de République centrafricaine.
L'Éthiopie arrache le match nul à Rustenburg en Afrique du Sud lors de la première journée de ces éliminatoires, sur le score de 1-1, avec un but marqué par le joueur du club égyptien du Wadi Degla SC, Saladin Saïd puis s'impose à domicile 2-0 face à la République centrafricaine, avec un doublé de Saladin Said. Ces bons résultats permettent aux Walya de se positionner en tête du groupe avant le début de la CAN.
En Coupe CECAFA des nations, l'Éthiopie confirme ses progrès sportifs en atteignant les quarts de finale de l'édition 2012, cédant face à l'Ouganda sur le score de 2 buts à 0, après une édition 2011 ratée (dernière de la poule du premier tour derrière le Malawi, le Soudan et le Kenya sans remporter un seul match).
Lors des éliminatoires de la CAN 2013, disputés selon un format inhabituel de matchs aller-retour à élimination directe, l'Éthiopie affronte et élimine lors du premier tour le Bénin, grâce à un match nul 1-1 obtenu au stade de l'Amitié de Cotonou après une première manche achevée sans but marqué. Au deuxième tour, elle se retrouve face à la sélection soudanaise (quart-finaliste de la CAN 2012) et, de nouveau grâce à la règle des buts marqués à l'extérieur, elle se qualifie pour son premier tournoi continental depuis 31 ans (défaite 5-3 à Khartoum puis succès 2-0 à Addis-Abeba). La campagne de préparation des Walyas confirme le bon état de forme des hommes de Bishaw, avec deux victoires face à la Tanzanie (2-1) et au Niger — autre qualifié pour la CAN 2013 — (1-0) ainsi qu'un match nul prometteur face à la Tunisie (1-1) lors d'un match joué à Al Wakrah au Qatar.

Composition des équipes du match Éthiopie-Zambie, premier tour de la CAN

L'Éthiopie démarre la phase finale de la Coupe d'Afrique dans le groupe C, très relevé puisqu'elle est en compagnie du tenant du titre, la Zambie, des Super Eagles nigérians et du Burkina Faso. Une qualification pour les quarts de finale serait vu comme une superbe performance mais les hommes de Bishaw abordent leur premier match sans complexes. Ils arrachent le match nul face aux Chipolopolo zambiens, grâce à un but de l'inévitable Adane Girma dans un match où le gardien éthiopien, Jemal Tassew est exclu en première mi-temps. Le second match tourne à la déroute avec un revers 4-0 contre le Burkina Faso, qui joue lui aussi à 10 pendant la dernière demi-heure, ce qui ne l'empêche pas de marquer trois buts. La dernière rencontre face au Nigeria voit les Walya s'incliner deux buts à zéro, avec un doublé sur penalty de Victor Moses en fin de rencontre. Avec un seul point, les partenaires de Saladin Saïd se classent derniers de leur poule, dominée par le Nigeria et le Burkina Faso, qui se retrouveront à nouveau lors de la finale de l'épreuve.
Bishaw veut rebondir après cette participation à la CAN et poursuivre sur sa lancée lors des éliminatoires pour le mondial brésilien. Ses joueurs s'imposent à deux reprises contre le Botswana (1-0 à domicile puis 2-1 à Gaborone). La sélection parvient ensuite à battre son principal rival pour la première place, l'Afrique du Sud, à Addis-Abeba. Ce succès leur permet alors d'assurer leur qualification pour les barrages, dernière phase des éliminatoires. Mais quinze jours plus tard, la CAF annonce la prise en compte d'une réclamation de la fédération de République centrafricaine concernant la non-qualification d'un joueur éthiopien aligné face aux Fauves du Bas-Oubangui. La sanction tombe : l'Éthiopie perd la rencontres face aux Centrafricains sur tapis vert et relance du même coup les Sud-Africains, qui gardent un espoir de qualification. Cet espoir est rapidement anéanti par une victoire éthiopienne en République centrafricaine en septembre, qui envoie les Antilopes en barrages. Le tirage au sort les oppose à l'un des favoris, le nouveau champion d'Afrique, le Nigeria. Le match aller est décevant avec une défaite 2-1 à Addis-Abeba, malgré une ouverture du score par Behailu Assefa et la deuxième manche, jouée à Calabar, confirme la supériorité des Super Eagles, qui s'imposent deux à zéro et obtiennent leur cinquième qualification pour une Coupe du monde.
Malheureusement pour l'Éthiopie, l'espoir d'une qualification pour une nouvelle phase finale reste sans lendemain. Au niveau continental, elle ne sort pas de son groupe de qualifications lors des éliminatoires pour la CAN 2015, tout comme deux ans plus tard, pour la CAN 2017. Quant à la Coupe du monde 2018, son parcours s'arrête prématurément dès le deuxième tour face au Congo, après une qualification laborieuse contre la sélection de Sao Tomé-et-Principe. Cette succession de mauvais résultats voit la fédération changer à plusieurs reprises de sélectionneurs : trois techniciens ont occupé le poste en trois ans, après le départ de Sewnet Bishaw.

## Tenues, emblème et symboles de l'équipe d'Éthiopie

### Équipementier
L'équipementier actuel de l'équipe d'Éthiopie est Adidas, c'est son sigle qui figure sur le maillot de la sélection.

### Tenues
| Domicile 2002 |

| Domicile 2003-2005 |

| Domicile 2009-2011 |

| Extérieur 2008-2011 |

| Domicile 2012 |

| Extérieur 2012 |

| Domicile 2013 |

| Extérieur 2013 |

La sélection a toujours porté des tenues de matchs comportant uniquement les couleurs du drapeau éthiopien (jaune, vert et rouge), tenues qui ont régulièrement été remaniées.
En 2002, c'est avec un maillot jaune, un short rouge et des bas jaunes que les Éthiopiens disputent leurs rencontres à Addis-Abeba. Sept ans plus tard, à partir de 2009, la tenue est bouleversée avec cette fois un maillot vert, un short jaune et des chaussettes rouges que les Éthiopiens portent à domicile. Durant cette même période (entre 2008 et 2011), c'est une tenue inédite, totalement jaune, qui est utilisée.
Les tenues portées par l'équipe éthiopienne à domicile et à l'extérieur ont été modifiées à l'orée de l'année 2012.
Pour leurs matchs en Éthiopie ou dans les grands tournois internationaux, les Antilopes Walyas portent une tenue composée d'un maillot à bandes verticales vertes et jaunes avec les manches vertes (identique à celui qu'ils portaient entre 2003 et 2005), un short vert et des bas jaunes. Un liseré jaune à trois bandes, rappel de l'équipementier Adidas, orne le haut des épaules, le bout des manches et les côtés du short. C'est ce maillot qui est porté par les Éthiopiens lors de la Coupe d'Afrique des nations 2013.
En 2012, lorsque l'Éthiopie évolue à l'extérieur, c'est une tenue entièrement rouge qu'elle porte pour disputer ses matchs. Seul un liseré à trois bandes (blanc en haut des épaules et jaune sur le short et le haut des chaussettes) tranche avec cet ensemble. Début 2013 et pour la Coupe d'Afrique des nations, Adidas crée un nouveau jeu d'équipements complets. La tenue « domicile » a un maillot vert, le short jaune et les bas rouges, tandis que la tenue « extérieur » (ou deuxième tenue en compétition) est constituée d'un ensemble entièrement jaune, similaire à celui de 2008-2011.

### Emblème

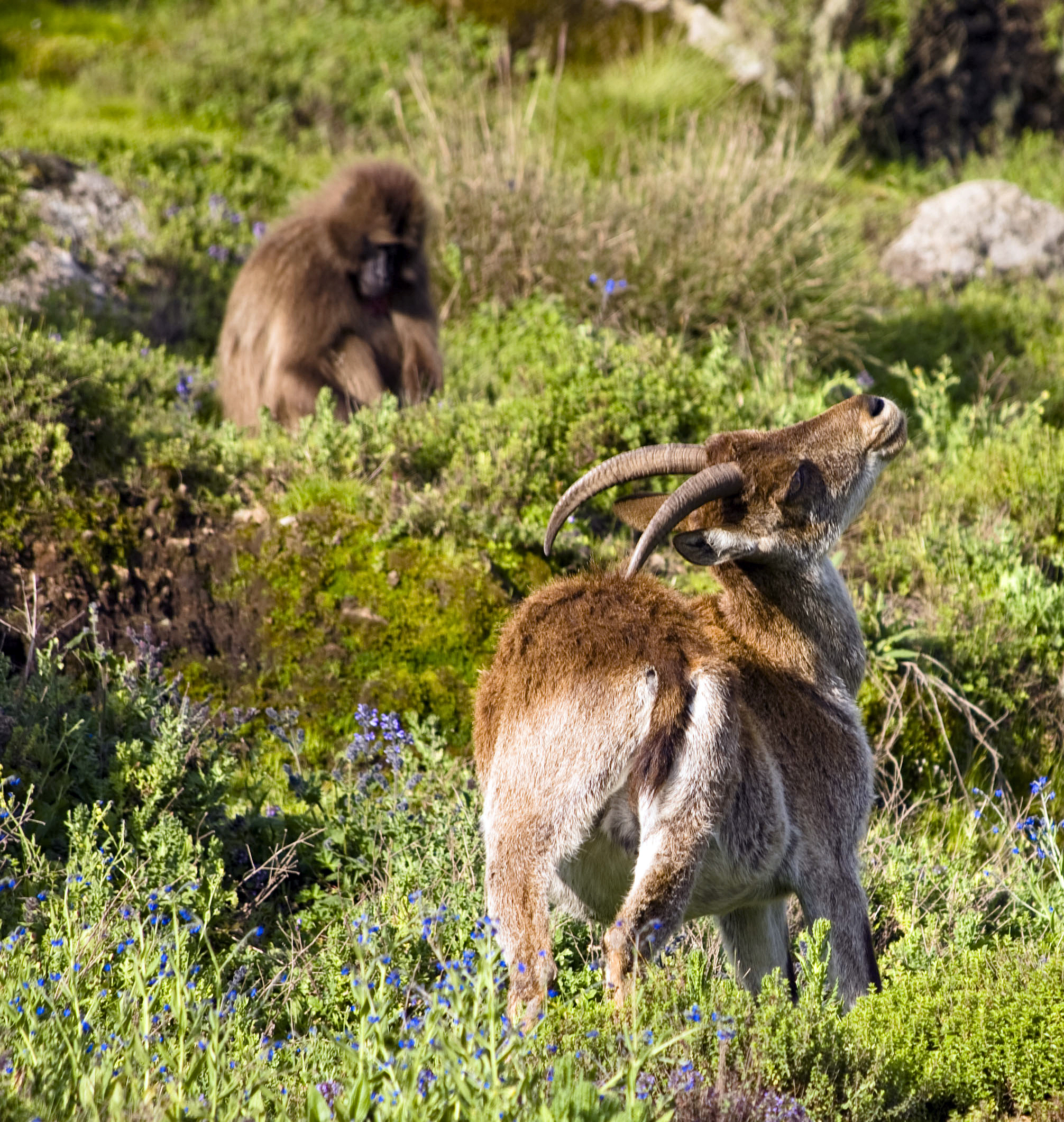
Le bouquetin d'Abyssinie, symbole de la sélection
Emblème de la fédération (1947-2008)
Logo actuel de la fédération
Logo actuel de la sélection nationale

C'est le bouquetin d'Abyssinie (Walya ibex) qui est l'animal symbole de la sélection nationale. Cette espèce endémique d'antilope est le seul caprin de l'Afrique subsaharienne. Il est repris sur l'écusson de l'équipe et explique le surnom des Éthiopiens : les Antilopes Walyas ou les Walyas. L'espèce est menacée (moins de 500 individus) et ne vit plus désormais qu'en Éthiopie, notamment au sein du parc national du Simien, en région Amhara.
Jusqu'en 2008, l'emblème de la fédération est circulaire avec en fond les trois couleurs panafricaines, qui sont aussi celles du drapeau éthiopien. Par-dessus, des lignes stylisent des méridiens et parallèles à la manière d'une mappemonde. Enfin, on distingue un joueur en haut à droite en plus d'autres symboles.
En 2008, la fédération change totalement de logo. Toujours circulaire, il représente sur sa partie supérieure le drapeau éthiopien de façon semi-circulaire et sur la moitié basse, le nom de la fédération, en anglais et en amharique. Au centre, un ballon de football est entouré d'une paire de crampons, eux-mêmes cerclés par une couronne de lauriers, symbole de succès.
La sélection nationale possède également son propre écusson. Il reprend les couleurs panafricaines du drapeau national ainsi que l'animal-symbole de l'équipe : le bouquetin d'Abyssinie qui apparaît sur la moitié droite. À gauche est repris en anglais et en amharique le surnom des Éthiopiens (Walyas). Enfin, en bas de l'écusson est représenté sous forme de bandeau le drapeau national éthiopien.
Cependant, sur le maillot de l'équipe nationale, ce n'est pas le logo de la fédération comme pour la majorité des autres sélections qui est arboré mais uniquement le drapeau éthiopien, avec également le nom du pays (Ethiopia) sur la poitrine.

## Composition de l'équipe d'Éthiopie

### Joueurs

#### Provenance des joueurs
Depuis la mise en place de l'équipe nationale, en 1947, quasiment tous les joueurs appelés à la rejoindre jouaient au sein du championnat éthiopien. Cette affirmation a été mise à mal en début d'année 2013 puisque, dans la liste des 23 joueurs retenus pour participer à la Coupe d'Afrique des nations 2013, trois portent le maillot d'un club basé hors d'Éthiopie : Fuad Ibrahim, joueur du club des Minnesota Stars FC (Major League Soccer), Saladin Saïd, qui évolue en Égypte, à Wadi Degla et enfin, Yussuf Saleh, attaquant de Syrianska FC en Allsvenskan (championnat de première division suédois). Une nuance toutefois pour Saleh, qui est né à Solna en Suède et y a passé la majorité de sa carrière.
À l'inverse, quelques joueurs d'origine éthiopienne ont choisi de porter le maillot d'une autre équipe nationale. On peut citer le défenseur du Werder Brême, Theodor Gebre Selassie, qui, bien que né d'un père éthiopien et d'une mère tchèque, a préféré rejoindre la sélection tchèque, le jeune espoir néerlandais des moins de 20 ans Youssouf Hersi, qui lui est né à Dire Dawa en Éthiopie ou le stoppeur suédois Benjamin Kibebe, natif d'Addis-Abeba et qui a quitté l'Éthiopie enfant.

#### Joueurs importants
Mengistu Worku, né en 1940, est l'un des plus grands joueurs ayant porté le maillot éthiopien. Numéro 8 des Antilopes Walya, il a joué durant toute sa carrière au club de Saint-George SA à Addis-Abeba, entre 1957 et 1972. Il est le relais de l'entraîneur Jiri Starosta lors de la Coupe d'Afrique des nations 1959 terminée sur un échec retentissant (deux matchs, deux défaites sans marquer un seul but). En 1961, sous les ordres de Slavko Milošević et Ydnekatchew Tessema, il dispute les premiers matchs de qualification pour la Coupe du monde de l'histoire de l'Éthiopie. Là encore, le résultat n'est pas à la hauteur des espérances puisque les Éthiopiens perdent deux fois en Israël. L'année suivante, pour l'édition 1962 de la CAN disputée à domicile, Worku se distingue en conduisant sa formation à la victoire finale (un but en demi-finale contre la Tunisie et un doublé en finale face à la République arabe unie). Il reçoit également le titre honorifique de meilleur buteur de la compétition avec trois buts marqués (à égalité avec Badawi). Il cesse son aventure avec la sélection à l'issue de la Coupe d'Afrique des nations 1970, terminée sur une dernière place en phase de poules, réussissant tout de même à inscrire les trois buts éthiopiens de la compétition. Il joue deux saisons supplémentaires à Saint-George puis, une fois les crampons raccrochés, il embrasse une carrière d'entraîneur de club (Saint-George SA, Ethiopian Airlines FC ou EEPCO) et, en 1980, il devient sélectionneur de l'équipe nationale, sans obtenir les mêmes succès que durant sa période de joueur. Il décède en 2010 des suites d'une longue maladie. Les chiffres de 98 sélections et 61 buts inscrits en sélection nationale sont cités, sans avoir de certification par la FIFA. En revanche, il s'avère qu'il est le septième meilleur buteur de l'histoire de la Coupe d'Afrique des nations, avec dix buts inscrits en six phases finales jouées.
Luciano Vassalo et son frère Italo Vassalo, joueurs de Saint-George SA remportent également la Coupe d'Afrique des nations en 1962. Luciano, le capitaine de l'équipe, est élu joueur du tournoi et fait partie de la liste des 50 meilleurs joueurs africains de l'histoire publiée en 2006, il est également avec 104 sélections le joueur le plus capé de l'histoire de l'équipe d’Éthiopie. Italo marque le but du 3-2 lors des prolongations de la finale de la CAN, disputée face à la République arabe unie. En 1991, à la suite de la guerre contre l'Érythrée, Italo est expulsé du pays, par la junte au pouvoir, en raison de ses origines érythréennes et perd la nationalité éthiopienne.
Degu Debebe est le capitaine de la sélection lors de son retour en compétition continentale, lors de la Coupe d'Afrique des nations 2013 en Afrique du Sud. Défenseur du Saint-George SA dont il porte les couleurs depuis 2004, il s'est constitué un solide palmarès au niveau national avec six championnats, une coupe et trois Supercoupes. Le natif d'Arba Minch est appelé en sélection nationale dès 2003. Avec quarante-quatre sélections sous le maillot des Walyas, c'est le joueur le plus capé des 23 Éthiopiens en phase finale.
Adane Girma est l'un des meilleurs buteurs de l'équipe éthiopienne. Né en 1985, il commence à 19 ans sa carrière au sein du club d'Awassa City FC avant d'être transféré au Saint-George SA à l'intersaison 2007. Avec ce club, il remporte quatre championnats, et un titre de meilleur buteur en 2011-2012, et une Coupes d'Éthiopie. Il est international A depuis 2006 et a inscrit son premier but international le 22 juin 2008 lors d'une victoire face à la Mauritanie dans le cadre des éliminatoires de la Coupe du monde 2010. Avec 22 sélections avant le début de la CAN 2013, c'est l'un des joueurs les plus expérimentés du groupe emmené par le sélectionneur, Sewnet Bishaw.

### Sélectionneurs
Vingt-trois techniciens ont exercé la fonction de sélectionneur de l'équipe nationale depuis 1947, peu d'entre eux ont effectué un long mandat à ce poste. Le record de longévité est détenu par Seyoum Abate, qui, lors de son premier passage à la fin des années 1990, va gérer la sélection d'avril 1996 à décembre 2000 soit vingt-cinq rencontres. Cette longévité est à nuancer du fait de l'absence de matchs disputés par les Walyas lors de l'année 1998.
| Rang | Nom                 | Période   |
| ---- | ------------------- | --------- |
| 1    | Edward Virvilis     | 1950-1954 |
| 2    | Georg Braun         | 1954-1956 |
| 3    | Jiri Starosta       | 1959      |
| 4    | Slavko Milošević    | 1961-1962 |
| 5    | Ydnekatchew Tessema | 1963      |
| 6    | Luciano Vassalo     | 1969-1970 |
| 7    | Peter Schnittger    | 1974-1976 |
| 8    | Mengistu Worku      | 1980-1982 |
| 9    | Tilaun Tesfaye      | 1984      |
| 10   | Mengistu Worku      | 1987      |
| 11   | Klaus Ebbighausen   | 1988-1989 |

| Rang | Nom                  | Période   |
| ---- | -------------------- | --------- |
| 12   | Tekalinge Kassahun   | 1992-1993 |
| 13   | Gebregiorgis Getahun | 1993      |
| 14   | Tekalinge Kassahun   | 1994-1995 |
| 15   | Seyoum Abate         | 1996-2000 |
| 16   | Asrat Haile          | 2001-2002 |
| 17   | Jochen Figge         | 2002-2003 |
| 18   | Asrat Haile          | 2003      |
| 19   | Seyoum Kebede        | 2003      |
| 20   | Asrat Haile          | 2004      |
| 21   | Sewnet Bishaw        | 2005-2006 |
| 22   | Seyoum Abate         | 2006      |

| Rang | Nom                   | Période                     |
| ---- | --------------------- | --------------------------- |
| 23   | Diego Garzitto        | 2006-2007                   |
| 24   | Tesfaye Fetene        | 2007                        |
| 25   | Tsegaye Desta         | 2007                        |
| 26   | Abraham Teklehaimanot | 2008-2010                   |
| 27   | Ifem Onuora           | 2010-2011                   |
| 28   | Tom Saintfiet         | 2011                        |
| 29   | Sewnet Bishaw         | 2011-2013                   |
| 30   | Mariano Barreto       | avril 2014-avril 2015       |
| 31   | Yohannes Sahle        | avril 2015-mai 2016         |
| 32   | Gebremedhin Haile     | mai 2016-juillet 2018       |
| 33   | Abraham Mebratu       | juillet 2018-juillet 2020   |
| 34   | Wubetu Abate          | septembre 2020-avril 2023   |
| 35   | Gebremedhin Haile     | novembre 2023-novembre 2024 |
| 36   | Mesay Teferi          | depuis novembre 2024        |

Lors de la création de l'équipe nationale, en 1950, le poste de sélectionneur tel qu'on l'entend actuellement n'existe pas. C'est un comité de sélection nationale, présidé dès son instauration par Ydnekatchew Tessema, qui choisit à la fois les joueurs appelés à représenter le pays en compétition mais aussi l'entraîneur qui gère les entraînements du groupe et la préparation du match. Tessema va ainsi « se sélectionner » à quinze reprises durant sa carrière de joueur et dirige ce comité jusqu'en 1976.
Dans le cadre du comité de sélection, le Grec Edward Virvilis est le premier entraîneur de l'équipe d'Éthiopie en 1950, secrétaire général de la Confédération nationale des sports d'Éthiopie, il est également à l'origine en 1949 de l'affiliation du pays au CIO. En 1961, le Yougoslave Slavko Milošević permet à l'Éthiopie de franchir un nouveau palier au sein du football africain et mondial. Avec lui, la sélection participe pour la première fois de son histoire aux éliminatoires de la Coupe du monde en 1962 (élimination par l'équipe d'Israël). Quelques mois plus tard, il devient champion d'Afrique avec le succès des Éthiopiens en finale de la Coupe d'Afrique des nations, disputée à domicile. Durant tout le tournoi, afin de gérer l'équipe, Milošević est assisté de Ydnekatchew Tessema, qui lui succède en 1963.
Ydnekatchew Tessema est l'un des plus emblématiques sportifs éthiopiens. Quinze fois international et buteur prolifique durant sa période de joueur, où il ne porte, durant vingt-trois ans, de 1936 à 1959, qu'un seul maillot, celui du club de Saint-George SA. À la fin de sa carrière de joueur, il entraîne durant trois saisons Saint-George avant de prendre les rênes de l'équipe nationale en 1963, devenant le premier Éthiopien sélectionneur national. Tessema devient en 1972 le quatrième président de la Confédération africaine de football, succédant au Soudanais Abdel Halim Muhammad. Il contribue à faire élire le Brésilien João Havelange à la tête de la FIFA, lui apportant son soutien lors de sa campagne pour succéder au président sortant, Sir Stanley Rous. Après son élection et en remerciement, Havelange fait évoluer le quota d'équipes africaines en Coupe du monde, passant d'une seule en 1970 à cinq en 1998. Tessema préside également le comité olympique éthiopien et siège au Comité international olympique. Il a un rôle majeur dans le football éthiopien et africain jusqu'à sa mort en 1987.
Un autre grand joueur qui est devenu un bon sélectionneur de l'équipe éthiopienne est Mengistu Worku. Membre du groupe vainqueur de la CAN 1962 (avec deux buts marqués lors de la finale et un titre de meilleur buteur à l'issue du tournoi) et joueur fidèle au club de Saint-George SA, il a été appelé en sélection de 1958 à 1970. L'éternel numéro 8 (qu'il porte tout au long de sa carrière en club comme en sélection) prend en charge la sélection en 1980. Il réussit à se qualifier pour la Coupe d'Afrique des nations 1982 organisée en Libye, le dernier tournoi continental où les Walyas apparaissent avant leur longue absence de la scène internationale mais sans grand succès avec une élimination dès le premier tour. Il revient une deuxième fois sur le banc de la sélection en 1987, afin d'encadrer les Éthiopiens pour la Coupe CECAFA des nations organisée à Addis-Abeba en 1987. Ce retour est un succès puisqu'il devient le premier entraîneur éthiopien titré après la victoire des siens en finale face au Zimbabwe après la séance des tirs au but. Worku se retire après ce titre et c'est l'Allemand Klaus Ebbighausen qui prend sa place. Worku disparaît le 16 décembre 2010 des suites d'une longue maladie et est salué par l'ensemble du football éthiopien comme l'un des plus grands joueurs que le pays ait connu.
Sélectionneur durant trois périodes distinctes, Asrat Haile a réussi à remporter deux titres avec la sélection éthiopienne en s'imposant à deux reprises lors de la Coupe CECAFA des nations, en 2001 et 2004. Un an plus tôt, en juillet 2003, il rate de peu la qualification pour la CAN tunisienne à la suite d'une défaite lors de la dernière rencontre en Guinée. Il achève son troisième et dernier mandat sur le titre en Coupe CECAFA 2004. Il est l'entraîneur d'Ethiopian Insurance FC qu'il a réussi à faire remonter parmi l'élite éthiopienne.
Le sélectionneur, Sewnet Bishaw occupe le poste d'entraîneur de l'équipe nationale entre 2004 et 2005 puis de 2011 à 2013. Sous ses ordres, les Walyas ont remporté la Coupe CECAFA des nations 2005, compétition disputée au Rwanda et dont ils étaient tenants du titre. Entre ses deux mandats, il a entraîné divers clubs dont l'équipe du Yémen d'Al Ahli Sanaa et plusieurs formations du championnat de première division éthiopienne. Bishaw est le symbole du renouveau du football éthiopien, qui revient sur la scène africaine après plus de trente années d'absence lors de la Coupe d'Afrique des nations 2013. Éliminés en barrage de qualification de a Coupe du monde 2014 par le Nigéria, il est démis de son poste après le Championnat d'Afrique des nations 2014 où l’Éthiopie ne remporte aucune rencontre.

## Infrastructures

### Le stade d'Addis-Abeba

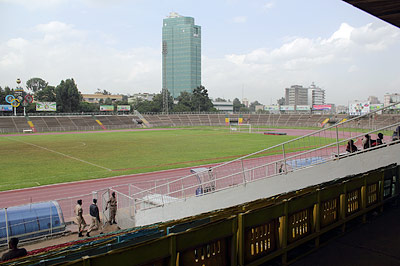
Le stade d'Addis-Abeba, enceinte historique des Walya à domicile.

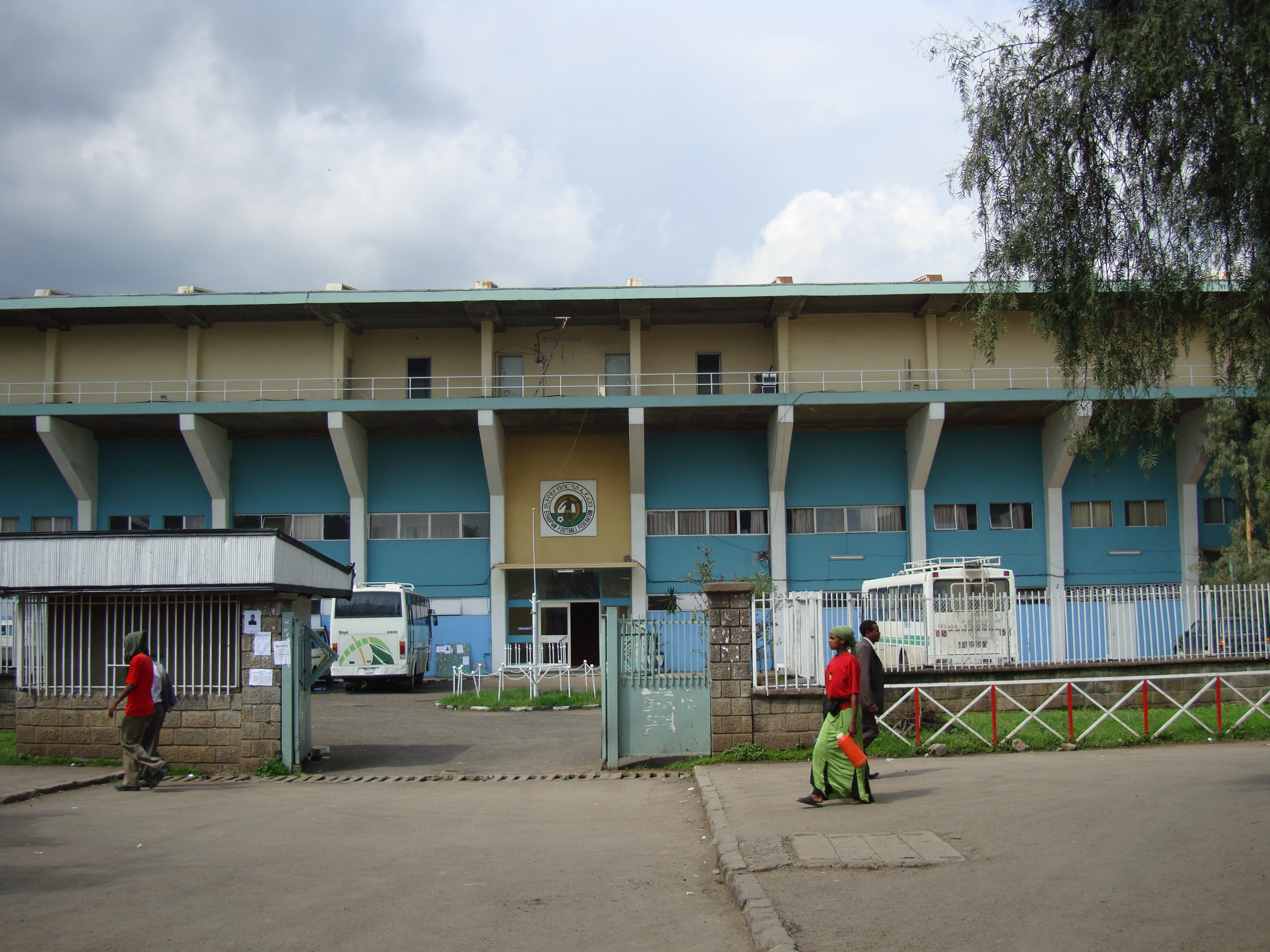
Entrée principale du stade d'Addis-Abeba.

Le stade d'Addis-Abeba, situé au cœur de la capitale éthiopienne, Addis-Abeba, accueille la totalité des rencontres disputées par la sélection nationale sur son sol. Construit en 1940 et rénové en 1999 afin de pouvoir accueillir la Coupe d'Afrique des nations junior 2001, il a une capacité d'accueil de 35 000 spectateurs et est situé près de la gare de Legehar et de la place Meskel.
Les phases finales des trois Coupes d'Afrique des nations organisées par l'Éthiopie en 1962, en 1968 et en 1976 ont été disputées dans ce stade. En plus d'accueillir les rencontres de l'équipe nationale, trois clubs d'Ethiopian Premier League, le Saint-George SA, l'Ethiopian Coffee et le Defence Force SC y disputent leurs rencontres à domicile.
Doté d'une piste de 400 mètres et de toutes les installations nécessaires à l'organisation de meetings, le stade est répertorié en classe II par l'IAAF. Il a également accueilli les Championnats d'Afrique d'athlétisme 2008.

### Nouveau stade olympique
Malgré l'histoire et le lien important existant entre le stade d'Addis-Abeba et l'équipe nationale, un projet de construction d'un stade olympique homologué par la FIFA, plus moderne et plus vaste, avec une capacité d'accueil prévue de 62 000 spectateurs, est à l'étude et devrait voir le jour en 2014. Les sociétés LAVA (Laboratory for Visionary Architecture), DESIGNSPORT et l'entreprise éthiopienne JDAW ont remporté en juin 2012 le marché mis en place par la Commission Fédérale des Sports d'Éthiopie pour concevoir à la fois le stade mais aussi un projet de village olympique. Le design devrait combiner l'identité éthiopienne, comme l'architecture rupestre ou le panier massob, et les nouvelles technologies.

## Résultats

### Palmarès
Le tableau suivant résume le palmarès de la sélection éthiopienne en compétitions officielles. Il se compose de cinq titres, dont un en Coupe d'Afrique des nations et quatre en Coupe CECAFA des nations.
| Coupe d'Afrique des nations                                                                                 | Tournois régionaux                                                                                                |
| --- | --- |
| - Coupe d'Afrique des nations (10 participations) : - Vainqueur : 1962 - Finaliste : 1957 - 3e place : 1959 | - Coupe CECAFA des nations (18 participations) : - Vainqueur : 1987, 2001, 2004 et 2005 - 3e place : 2000 et 2015 |

### Parcours en Coupe du monde
| Année | Position      |      | Année         | Position |                        | Année | Position |
| 1930  | Non inscrite  | 1974 | Non qualifiée | 2010     | Non qualifiée          |       |          |
| 1934  | Non inscrite  | 1978 | Non qualifiée | 2014     | Non qualifiée          |       |          |
| 1938  | Non inscrite  | 1982 | Non qualifiée | 2018     | Non qualifiée          |       |          |
| 1950  | Non inscrite  | 1986 | Non qualifiée | 2022     | Non qualifiée          |       |          |
| 1954  | Non inscrite  | 1990 | Non inscrite  | 2026     | Éliminatoires en cours |       |          |
| 1958  | Non inscrite  | 1994 | Non qualifiée | 2030     | À venir                |       |          |
| 1962  | Non qualifiée | 1998 | Non inscrite  | 2034     | À venir                |       |          |
| 1966  | Non qualifiée | 2002 | Non qualifiée |          |                        |       |          |
| 1970  | Non qualifiée | 2006 | Non qualifiée |          |                        |       |          |

### Parcours en Coupe d'Afrique
L'équipe éthiopienne participe à dix reprises à la Coupe d'Afrique des nations, parvenant à remporter une fois la compétition en 1962.
| Année | Position          |      | Année             | Position |                   | Année | Position |
| 1957  | Finaliste         | 1982 | 1er tour          | 2006     | Tour préliminaire |       |          |
| 1959  | Troisième         | 1984 | Tour préliminaire | 2008     | Tour préliminaire |       |          |
| 1962  | Vainqueur         | 1986 | Forfait           | 2010     | Tour préliminaire |       |          |
| 1963  | Demi-finale (4e)  | 1988 | Forfait           | 2012     | Tour préliminaire |       |          |
| 1965  | 1er tour          | 1990 | Tour préliminaire | 2013     | 1er tour          |       |          |
| 1968  | Demi-finale (4e)  | 1992 | Forfait           | 2015     | Tour préliminaire |       |          |
| 1970  | 1er tour          | 1994 | Tour préliminaire | 2017     | Tour préliminaire |       |          |
| 1972  | Tour préliminaire | 1996 | Tour préliminaire | 2019     | Tour préliminaire |       |          |
| 1974  | Tour préliminaire | 1998 | Tour préliminaire | 2021     | 1er tour          |       |          |
| 1976  | 1er tour          | 2000 | Forfait           | 2023     | Tour préliminaire |       |          |
| 1978  | Tour préliminaire | 2002 | Tour préliminaire | 2025     | Tour préliminaire |       |          |
| 1980  | Tour préliminaire | 2004 | Tour préliminaire | 2027     | À venir           |       |          |

### Parcours en Coupe CECAFA
Les Walya participent vingt fois à la Coupe CECAFA des nations et totalisent quatre titres dont trois dans les années 2000.
| Année | Position         |      | Année            | Position |                 | Année | Position |
| 1983  | Premier tour     | 1999 | Quart de finale  | 2011     | Premier tour    |       |          |
| 1984  | Ne participe pas | 2000 | Troisième        | 2012     | Quart de finale |       |          |
| 1985  | Ne participe pas | 2001 | Vainqueur        | 2013     | Quart de finale |       |          |
| 1987  | Vainqueur        | 2002 | Premier tour     | 2015     | Troisième       |       |          |
| 1988  | Premier tour     | 2003 | Forfait          | 2017     | Premier tour    |       |          |
| 1989  | Ne participe pas | 2004 | Vainqueur        |          |                 |       |          |
| 1990  | Ne participe pas | 2005 | Vainqueur        |          |                 |       |          |
| 1991  | Ne participe pas | 2006 | Quart de finale  |          |                 |       |          |
| 1992  | Premier tour     | 2007 | Premier tour     |          |                 |       |          |
| 1994  | Ne participe pas | 2008 | Ne participe pas |          |                 |       |          |
| 1995  | Demi-finales     | 2009 | Premier tour     |          |                 |       |          |
| 1996  | Ne participe pas | 2010 | Demi-finale      |          |                 |       |          |

### Parcours aux Jeux olympiques
La sélection nationale, sous la direction du sélectionneur Ydnekatchew Tessema, fervent défenseur de la cause éthiopienne auprès du comité international olympique,, commence son aventure olympique en janvier 1956, afin de tenter de se qualifier pour les JO de Melbourne de 1956. Les Walyas participent à toutes les campagnes éliminatoires jusqu'en 1984, espaçant par la suite leurs apparitions, seule la campagne qualificative de 2004 étant menée jusqu'à son terme. L'Éthiopie n'a jamais dépassé le stade des qualifications et n'a ainsi jamais réussi à atteindre le tournoi final olympique.
Pour leur premier tournoi qualificatif en 1956, les Éthiopiens sont opposés à la sélection égyptienne et chutent lourdement, subissant deux défaites 1-4 et 2-5. L'Égypte est opposé au deuxième et dernier tour qualificatif à la Bulgarie mais déclare forfait, la Bulgarie remportant ensuite la médaille de bronze aux Jeux olympiques 1956,. Seize équipes, dont deux africaines, participent au tournoi des Jeux olympiques 1960 en Italie. L'Éthiopie et huit autres sélections africaines se disputent ces deux places. Ces neuf équipes sont réparties au premier tour en trois groupes, les trois vainqueurs de groupe se retrouvant ensuite pour un mini-championnat dont les deux premiers se qualifient pour les Jeux olympiques. Dans son groupe du premier tour, l'Éthiopie bat l'Ouganda 2-1 à Kampala puis s'inclinent 3-1 à Khartoum contre le Soudan. Un mois plus tard en décembre 1959, les Walyas disputent les deux rencontres retour à domicile à Addis-Abeba. Avec deux matchs nuls sur le score de 1-1, ils se classent deuxième derrière le Soudan et sont éliminés.
Le tournoi des Jeux olympiques 1964 à Tokyo regroupe seize sélections dont trois africaines. Les douze équipes africaines inscrites sont réparties en trois groupes, le vainqueur de chaque groupe étant qualifié pour le tournoi final. Dans le groupe 3, l'Éthiopie dispose du Kenya après une défaite 4-3 à l'extérieur puis une large victoire 7-1 à domicile. La qualification pour les Jeux olympiques se joue ensuite entre l'Éthiopie et le Maroc, vainqueur du Nigeria dans l'autre demi-finale. Les Walyas s'inclinent à domicile puis à l'extérieur sur le score de 1-0 et sont éliminés. Quatre ans plus tard, Les joueurs éthiopiens sont à nouveau proches de se qualifier pour les Jeux olympiques 1968 au Mexique. Dans le groupe 2 des qualifications africaines, ils sont tout d'abord dispensés du premier tour puis rencontrent Madagascar au deuxième tour. Le 10 décembre 1967, ils s'inclinent à l'extérieur 1-0 avant de renverser la situation au match retour une semaine plus tard grâce à une large victoire 8-3. La finale du groupe 2 oppose les Walyas au Nigeria pour une place dans le tournoi final au Mexique. Ce sont les Nigérians qui se qualifient après deux victoires 3-1 à domicile le 20 avril 1968 puis 1-0 en Éthiopie le 4 mai suivant.
Lors du Tournoi pré-olympique des JO 2008, l'Éthiopie bat au premier tour le Liberia par forfait puis, au deuxième tour, l'équipe d'Algérie avec une victoire à l'extérieur 3-1 suivie d'un match nul 1-1 au retour. Au troisième tour, l'Éthiopie rencontre dans un championnat aller-retour l'Afrique du Sud, le Ghana et le Nigeria, le vainqueur se qualifiant pour les Jeux olympiques. Après un match nul 2-2 contre les Sud-Africains, les Walyas déclarent forfait et terminent derniers du groupe,.
| Année | Résultat          |      | Année                               | Résultat |                                     | Année | Résultat |
| 1956  | Tour préliminaire | 1976 | Tour préliminaire                   | 1996     | Non inscrit                         |       |          |
| 1960  | Tour préliminaire | 1980 | Tour préliminaire                   | 2000     | Non inscrit                         |       |          |
| 1964  | Tour préliminaire | 1984 | Tour préliminaire                   | 2004     | Tour préliminaire                   |       |          |
| 1968  | Tour préliminaire | 1988 | Forfait pour le tour préliminaire   | 2008     | Forfait durant le tour préliminaire |       |          |
| 1972  | Tour préliminaire | 1992 | Forfait durant le tour préliminaire | 2012     | Forfait pour le tour préliminaire   |       |          |

## Statistiques

### Nations rencontrées

Carte des équipes rencontrées par l'Éthiopie.
Nombre de matchs disputés contre l'équipe d'Éthiopie de football :
Aucun match
Moins de cinq matchs
De cinq à dix matchs
De dix à vingt matchs
De vingt à trente matchs
Au moins 30 matchs

Du fait de son absence en phase finale de Coupe du monde et de sa relative faiblesse au niveau continental, l'équipe d'Éthiopie n'a que très rarement affronté des formations non africaines, et une seule fois en match officiel. Il s'agit d'Israël, lors des éliminatoires de la Coupe du monde 1962. Elle a ainsi été opposée lors de matchs amicaux à la Grèce (à trois reprises dans les années 1960-1970 pour trois défaites), la Chine (victoire 3-0 en 1975), la Yougoslavie (défaite 2-5 à Belgrade en 1962), l'Irak (défaite historique 13-0 en 1992), Israël (trois fois en plus des deux rencontres officielles de 1962), au Yémen (match nul 1-1) et à la Turquie (lors d'une double confrontation en 1962, un nul et une défaite). Elle n'a jusqu'à présent jamais rencontrée de formations d'Amérique ou d'Océanie.
Sur le continent africain, c'est sans surprise que l'on constate que ses adversaires les plus fréquemment affrontés sont les nations frontalières de l'Éthiopie. La proximité géographique, rendant plus facile l'organisation de rencontres amicales, et la tenue de compétitions annuelles régionales en Afrique australe telle que la Coupe CECAFA des nations depuis les années 1970 ont multiplié les matchs des formations est-africaines.
Ainsi, les Antilopes Walyas ont affronté trente-cinq fois le Soudan, trente-deux fois l'Ouganda, vingt-neuf fois le Kenya et vingt-quatre fois la Tanzanie. À un degré moindre, on dénombre également dix-sept rencontres contre les Pharaons égyptiens (dont cinq lors des phases finales de la CAN), dix-sept contre la Zambie et seize contre les voisins djiboutiens. À l'opposé, l'Éthiopie n'a jamais rencontré les sélections du Mali, d'Angola, du Mozambique, du Gabon ou encore de l'Érythrée. Le tirage au sort de la phase de groupe des éliminatoires pour la Coupe du monde 2014 a permis aux Walyas d'affronter trois équipes qu'ils n'avaient jamais rencontrées auparavant : les Bafana Bafana d'Afrique du Sud, le Botswana et la République centrafricaine.
En termes de bilan, c'est face à son voisin Djibouti que les Éthiopiens ont de loin les meilleurs résultats, avec quinze victoires et un match nul (qui date de 1986) avec soixante-huit buts marqués en seize matchs disputés. La balance est également positive face à la Tanzanie (onze victoires, sept nuls et sept revers). En revanche, face aux grandes nations africaines, l'Éthiopie est très largement en retrait : six défaites en huit rencontres face aux Super Eagles du Nigeria, sept défaites en autant de rencontres contre le Maroc ou seulement quatre succès contre la Zambie (pour quatre nuls et neuf revers).

### Rivalités

#### Avec l'Érythrée
Parmi les nations jamais rencontrées par les Éthiopiens se trouve l'Érythrée. Annexée par l'Éthiopie en 1962, le territoire obtient son indépendance vis-à-vis d'Addis-Abeba le 24 mai 1993 après trente ans de lutte armée. Les relations entre les deux nations restent par la suite compliquées et ces tensions se ressentent jusque sur le terrain sportif. Le point d'orgue a lieu le 23 août 1998. Alors que les deux pays sont en conflit armé depuis trois mois (un différend frontalier qui va durer deux ans), le tirage au sort des éliminatoires de la CAN 2000 désigne l'Érythrée comme adversaire des Éthiopiens. La réaction est immédiate puisque la fédération éthiopienne annonce son forfait pour cette rencontre, préférant renoncer à une éventuelle qualification pour la Coupe d'Afrique des nations plutôt que de se rendre à Asmara. Lors de l'édition 2003 de la Coupe CECAFA, l'Éthiopie se retire après que le tirage au sort la place dans la même poule que la sélection érythréenne. Toujours en Coupe CECAFA, l'Érythrée a quant à elle décidé de se retirer lors des deux dernières éditions se déroulant à Addis-Abeba, en 2004 et 2006. La situation s'est à nouveau produite en décembre 2012, lors du tirage au sort de la CHAN 2014 et cette fois, c'est la fédération érythréenne qui prend la décision de déclarer forfait.

#### Avec les autres pays frontaliers
Le voisin soudanais (avant la partition du pays entre Soudan et Soudan du Sud) est l'adversaire le plus souvent affronté par l'équipe éthiopienne, avec trente-cinq rencontres depuis 1956. Les deux nations ont eu l'occasion de se retrouver en phase finale de CAN lors des poules des éditions 1959 et 1970, mais c'est surtout en amical que les matchs ont été les plus nombreux, avec quatorze rencontres organisées entre les deux fédérations. Les liens unissant ces deux organisations sont anciens, puisqu'elles sont cofondatrices de la CAF en 1957, avec l'Égypte et l'Afrique du Sud. La dernière confrontation entre les deux sélections représentait un enjeu majeur, la qualification pour la phase finale de la CAN 2013, finalement obtenue par les Walyas. Le bilan de ces rencontres est de trente-cinq matchs, seize victoires du Soudan, dix victoires de l'Éthiopie et neuf matchs nuls.
L'équipe de Djibouti est le premier adversaire dans l'histoire de la sélection éthiopienne. Géographiquement proche, la sélection djiboutienne a malheureusement souvent dû s'incliner face aux Walyas, et ce lors de rencontres amicales ou lors de la Coupe CECAFA des nations. En effet, au cours de leur histoire, les deux équipes ne se sont jamais rencontrées lors d'éliminatoires, que ce soit pour la Coupe du monde ou la CAN. Le bilan comptable est largement en la faveur des Éthiopiens, avec en seize matchs quinze victoires pour l'Éthiopie pour un seul match nul.
L'histoire entre l'Éthiopie et le Kenya est également riche en termes de rencontres de football. Les Kényans, comme les Éthiopiens, ne se sont jamais qualifiés pour une Coupe du monde et ont de faibles résultats en CAN (une seule apparition en phase finale en 2004 en plus de vingt ans). Beaucoup de rencontres ont eu lieu dans le cadre de matchs amicaux (à douze reprises) ou lors de la Coupe CECAFA des nations, avec neuf matchs. Les deux pays ne se sont plus affrontés en matchs de qualification officiels depuis 1986.
Les rencontres entre l'Éthiopie et la Somalie sont plus rares. La première rencontre internationale entre les deux sélections se déroule en 1969, dans le cadre d'un match amical, une victoire aisée des Walyas 7-0. Les deux sélections se sont retrouvées par la suite à quatre reprises en poule de la Coupe CECAFA des nations (trois victoires éthiopiennes pour un seul succès somalien en 2002). Dernièrement, les Somaliens ont été éliminés de la course à la Coupe du monde par les hommes de Sewnet Bishaw en tour préliminaire (0-0 à Djibouti, 5-0 au stade d'Addis-Abeba).

### Classements FIFA
| Année                 | 1992 | 1993 | 1994 | 1995 | 1996 | 1997 | 1998 | 1999 | 2000 | 2001 | 2002 | 2003 | 2004 | 2005 | 2006 | 2007 | 2008 | 2009 | 2010 | 2011 | 2012 | 2013 | 2014 | 2015 | 2016 | 2017 | 2018 |
| --------------------- | ---- | ---- | ---- | ---- | ---- | ---- | ---- | ---- | ---- | ---- | ---- | ---- | ---- | ---- | ---- | ---- | ---- | ---- | ---- | ---- | ---- | ---- | ---- | ---- | ---- | ---- | ---- |
| Classement mondial    | 85   | 96   | 115  | 105  | 108  | 126  | 145  | 142  | 133  | 155  | 138  | 130  | 151  | 112  | 92   | 105  | 103  | 121  | 117  | 135  | 109  | 93   | 111  | 120  | 112  | 143  | 151  |
| Classement en Afrique | 23   | 23   | 29   | 29   | 29   | 30   | 35   | 36   | 34   | 40   | 37   | 35   | 36   | 28   | 21   | 29   | 30   | 34   | 33   | 37   | 31   | 24   | 25   | 38   | 35   |      |      |

| Légende du classement mondial : Légende du classement africain : | - de 50 à 99 - de 20 à 29 | - de 100 à 149 - de 30 à 39 | - de 150 à 199 - de 40 à 49 |

Au niveau mondial, la sélection éthiopienne n'a jamais dépassé la 85e place, rang qu'elle a atteint lors de la mise en place du classement en 1992. Elle s'est rapprochée de ce niveau en 2006 en terminant cette année-là à la 92e place. C'est la dernière année où les Walyas ont intégré le top 100 mondial. À contrario, 2001 est la plus mauvaise année en termes de classement puisque les Éthiopiens finissent 155e.
L'évolution est sensiblement la même au classement continental. Si le bilan en 2001 est aussi le plus bas, avec un 40e rang sur le continent africain, c'est en 2006 que l'Éthiopie a occupé sa meilleure place, avec une 21e position en Afrique.